# Fred Forward
Fredrick John Forward (8 tháng 9 năm 1899 – 1977) là một cầu thủ bóng đá thi đấu ở Football League cho Crystal Palace, Newport County, Portsmouth, Hull City. Ông cũng thi đấu cho Bath City và Margate.